# St. Marien (Wriezen)

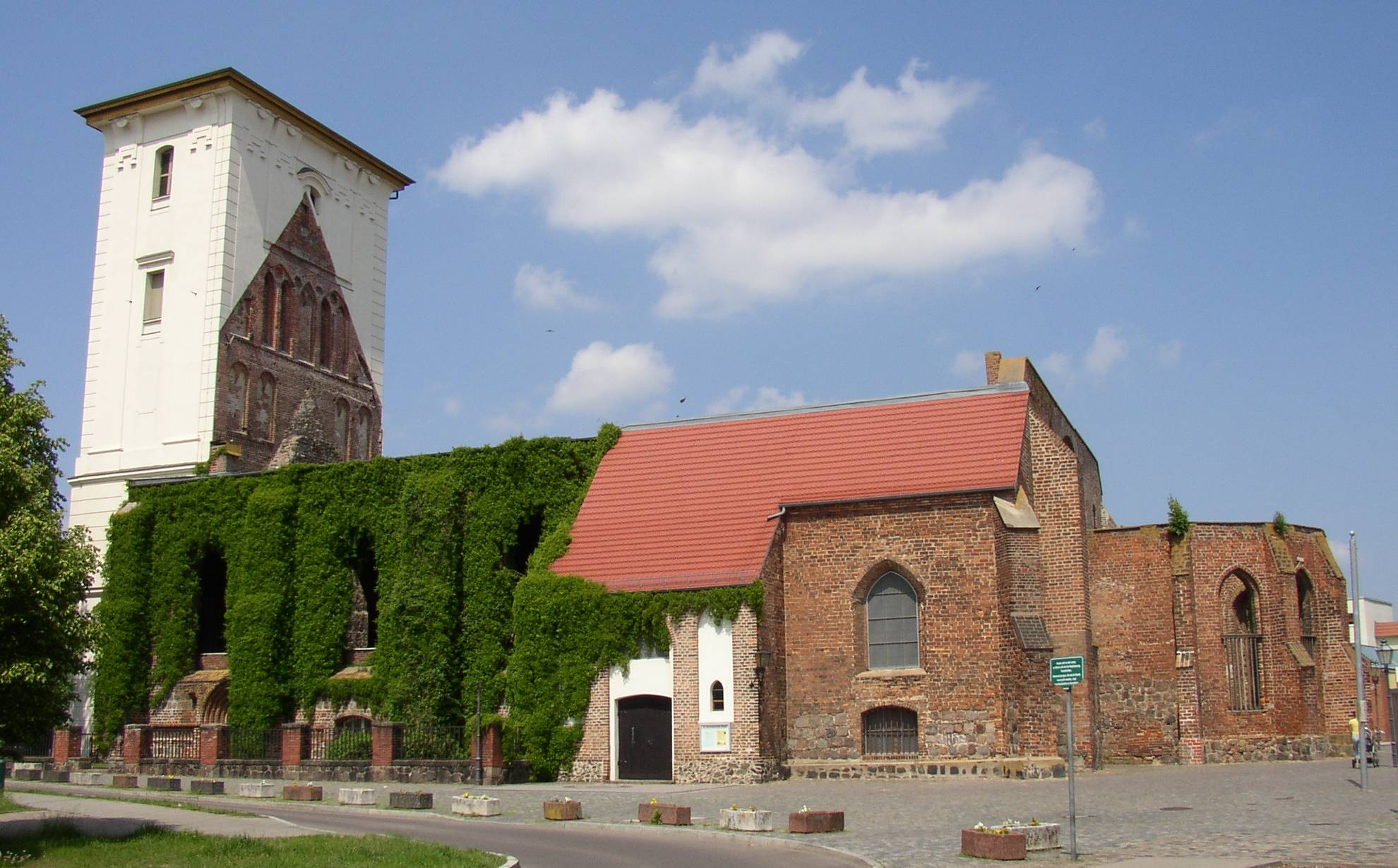
Die Marienkirche

Die evangelische Stadtpfarrkirche St. Marien ist ein Kirchenbau in Wriezen im Landkreis Märkisch-Oderland in Brandenburg. Das am Marktplatz der Stadt gelegene Bauwerk ist seit 1945 eine Ruine und steht unter Denkmalschutz.
Die Kirche gehört zum Kirchenkreis Oderland-Spree der Evangelischen Kirche Berlin-Brandenburg-schlesische Oberlausitz.

## Geschichte

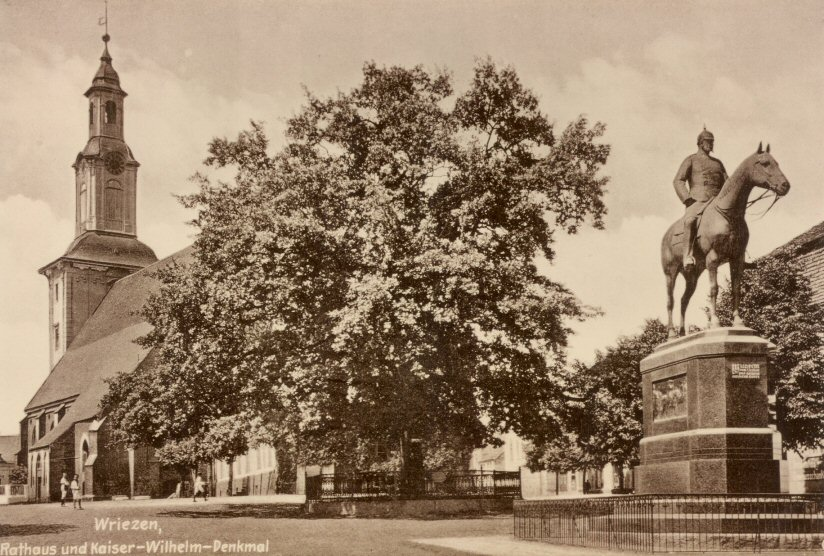
Postkarte mit der Kirche im Vorkriegszustand

Ursprünglich war die Kirche ein Feldsteinbau aus dem 13. Jahrhundert, der von einem Friedhof umgeben war. In den Jahren 1598/1599 wurde der Kirchhof wegen der vielen Pesttoten verlegt und 1777 eingeebnet, das Gelände wurde Teil des Marktes.
Im 14. Jahrhundert wurde der Turm aus Backstein angebaut und im gleichen Jahrhundert der Chor ebenfalls in Backstein erweitert. Es wird vermutet, dass 1432 die Hussiten die Kirche teilweise zerstörten. Sie wurde anschließend wieder hergestellt und um 1500 dreischiffig und backsteinsichtig umgebaut. Diese Bauarbeiten wurden 1513 abgeschlossen. Im Laufe der Jahre gab es weitere Ergänzungen.
Der Turm brannte unter anderem in den Jahren 1638, 1639, 1664 und 1732. Er ist danach jeweils wieder aufgebaut worden, erhielt eine barocke Fassadengliederung und wurde mit einer Welschen Haube versehen. Die letzte Reparatur fand 1784 statt, bis zur Zerstörung im Jahre 1945 wurden nur noch kleine Reparaturen vorgenommen.
Am Ende des Zweiten Weltkrieges, vom 16. bis zum 20. April 1945, brannte die Kirche auf Grund von Kampfhandlungen bis auf die Grundmauern ab, dabei ging die gesamte Innenausstattung verloren. 1950/1951 wurde das südliche Chorschiff zum Gemeinderaum umgebaut. Zwischen 1954 und 1960 wurde der Turm durch vier Zwischendecken aus Beton stabilisiert.
Im April 1991 wurde ein Förderverein mit dem Ziel eines Wiederaufbaus der Kirche gebildet. Seitdem wurde unter anderem der Turm saniert. Außerdem entstand im Jahr 2010 der Plan, den Chor und das westlich anschließende Joch mit dem ursprünglichen, ansteigenden Dach einzudecken. Das Projekt einer Teilverdachung wurde aufgegeben und stattdessen der gesamte Kirchenbau mit Mittelschiff und Seitenschiff vollständig eingedeckt. Das Richtfest fand im Oktober 2021 statt.
Seit 2012 ist der Regionalkonvent Ost der Hochkirchlichen St.-Johannes-Bruderschaft in der Kirche ansässig.
Im Frühjahr 2024 ist der Wiederaufbau nach mehr als drei Jahrzehnten abgeschlossen.

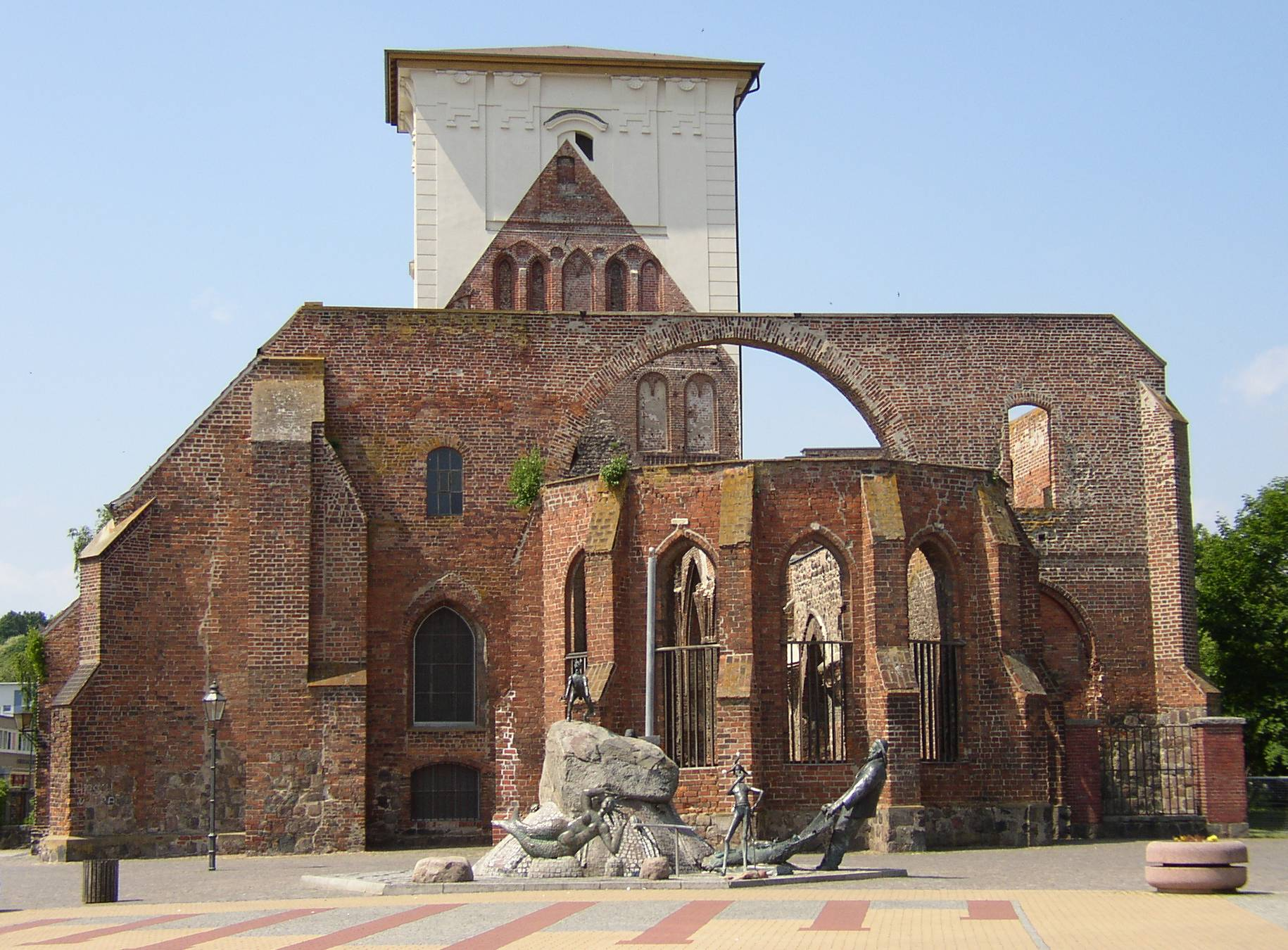
Blick von Osten auf die Marienkirche, davor der Marktbrunnen

## Beschreibung
Das als Ruine erhaltene Bauwerk in Form einer etwa 55 Meter langen Hallenkirche aus Backstein besteht aus einem dreischiffigen Langhaus und einem dreischiffigen Chor. Erhalten geblieben sind nach den Zerstörungen von 1945 die Umfassungsmauern, die Pfeiler und Arkaden des Langschiffes, die Innenwände des Chores sowie der rechteckige Turm mit einer Fläche von 14 mal 9 Metern, der vor der Zerstörung sechs Geschosse aufwies. Er ist unlängst saniert worden und erhielt anstelle der kriegszerstörten Welschen Haube eine flache Notabdeckung.
Das südliche Schiff des Chores wird heute als Kapelle genutzt.

## Ausstattung
In der Kapelle befindet sich ein Flügelaltar aus dem Jahre 1951, der laut Inschrift von Alice Brasse-Forstmann erstellt worden ist. In der Mitte sind der gekreuzigte Christus, Maria und Johannes abgebildet. Auf den Flügeln befinden sich jeweils zwei Evangelisten.
Die alten Glocken sind nicht mehr vorhanden. Im Turm hängt jetzt eine ursprünglich aus Werblitz (heute Wierzbnica) im ehemaligen Kreis Soldin, heute Myślibórz (Polen) stammende Glocke, die möglicherweise im Jahre 1480 gegossen worden ist.
In der Kirche befindet sich eine Grabplatte aus Sandstein von 1681 mit einem stark verwitterten Relief, die sogenannte Wendentaufe.